# Emil Forst
Emil Forst (* 26. Dezember 1877 in Hückhausen; † 23. Januar 1971 in Wiehl) war ein deutscher Landwirt und Politiker (SPD).

## Leben
Der Sohn eines Knechtes war nach dem Besuch der Volksschule zunächst als Landarbeiter tätig. Später war er selbständiger Landwirt in Hückhausen.
Forst trat in die SPD ein und wurde im Mai 1928 als Abgeordneter in den Preußischen Landtag gewählt, dem er bis 1932 angehörte. Im Parlament vertrat er den Wahlkreis 20 (Köln-Aachen). Bei der Reichstagswahl 1930	kandidierte er erfolglos für den Reichstag.
Nach dem Zweiten Weltkrieg betätigte sich Forst erneut politisch. Von September 1946 bis November 1952 war er Bürgermeister und von November 1952 bis April 1961 Ratsmitglied der Gemeinde Drabenderhöhe.